# 三重県総務部
三重県総務部（みえけんそうむぶ）は、三重県に置かれている知事直轄の部局である。 

## 概要
予算や財政、税金、行財政改革、条例などに関する業務を行っている。1998年4月に部から局へとなったが、2006年4月の組織再編で再び部へとなった。

## 組織
- 総務課
- 行財政改革推進課
  - 行財政改革班
  - コンプライアンス・内部統制推進班
- 法務・文書課
- 人事課
- 福利厚生課
- 総務事務課
- 財政課
  - 予算班
  - 企画・債権管理班
- 税務企画課
- 税収確保課
- 管財課